# 黔东南民族职业技术学院
黔东南民族职业技术学院是2001年8月经贵州省人民政府批准，国家教育部备案成立的综合性全日制普通高等职业技术学院，位于贵州省凯里市。

## 学校历史
- 2001年，成立，由原黔东南州卫生学校、州民族农业学校、州财贸学校、州民族林业学校合并而成；
- 2007年，在凯里市凯里经济开发区鸭塘街道建立新校区；
- 2012年，新校区开始投入使用，部分系和专业学生搬迁至此。

## 学校地址
- 老校区：贵州省黔东南州凯里市环城东路
- 新校区：贵州省黔东南州凯里市凯里经济开发区鸭塘街道办事处

## 设置专业
共5个系，1个直属学校
- 财经系3个专业：会计、会计电算化、财务管理；
- 医卫系11个专业：护理、口腔医学技术、药学、医疗美容技术、口腔工艺技术、药剂、卫生保健、美容美发与形象设计、中医、医学检验；
- 信息工程系8个专业：计算机及应用、图形图像制作、计算机网络技术、计算机广告设计、应用电子技术、通信技术、电子商务、市场营销；
- 旅游科学管理系4个专业：旅游管理、酒店管理、导游、人力资源管理；
- 科技工程系3个专业：机电一体化技术、畜牧兽医、林业技术；
- 驾驶学校2个专业：汽车检测与维修技术、汽车驾驶与修理